# Ľubomír Luhový
Ľubomír Luhový (31 de marzo de 1967) es un exfutbolista eslovaco que se desempeñaba como delantero.
Ľubomír Luhový jugó 11 veces para la selección de fútbol de Checoslovaquia y Eslovaquia entre 1990 y 1998.

## Trayectoria

### Clubes
| Club                     | País           | Año         |
| ------------------------ | -------------- | ----------- |
| FK Púchov                | Checoslovaquia | 1985        |
| FK Inter Bratislava      | Checoslovaquia | 1986        |
| FK Dukla Banská Bystrica | Checoslovaquia | 1986 - 1988 |
| FK Inter Bratislava      | Checoslovaquia | 1988 - 1990 |
| FC Martigues             | Francia        | 1990 - 1992 |
| FK Inter Bratislava      | Eslovaquia     | 1992 - 1994 |
| Urawa Reds               | Japón          | 1994        |
| FK Inter Bratislava      | Eslovaquia     | 1995 - 1997 |
| FC Spartak Trnava        | Eslovaquia     | 1997 - 1998 |
| Grazer AK                | Austria        | 1998 - 2000 |
| FC Petržalka 1898        | Eslovaquia     | 2000        |

### Selección nacional
| Selección | País           | Año         |
| --------- | -------------- | ----------- |
| Absoluta  | Checoslovaquia | 1990 - 1993 |
| Absoluta  | Eslovaquia     | 1995 - 1998 |

## Estadística de equipo nacional
| Selección de fútbol de Checoslovaquia | Selección de fútbol de Checoslovaquia | Selección de fútbol de Checoslovaquia |
| Año                                   | Part.                                 | Goles                                 |
| ------------------------------------- | ------------------------------------- | ------------------------------------- |
| 1990                                  | 1                                     | 0                                     |
| 1991                                  | 0                                     | 0                                     |
| 1992                                  | 0                                     | 0                                     |
| 1993                                  | 1                                     | 0                                     |
| Total                                 | 2                                     | 0                                     |
| Selección de fútbol de Eslovaquia     |                                       |                                       |
| Año                                   | Part.                                 | Goles                                 |
| 1995                                  | 2                                     | 0                                     |
| 1996                                  | 1                                     | 0                                     |
| 1997                                  | 2                                     | 0                                     |
| 1998                                  | 4                                     | 0                                     |
| Total                                 | 9                                     | 0                                     |